# کوندولووو
کوندولووو (به بلغاری: Kondolovo) یک منطقهٔ مسکونی در بلغارستان است که در استان بورگاس واقع شده‌است.